# جیم گری
جیم گری (انگلیسی: Jim Gray; ۱۲ ژانویهٔ ۱۹۴۴ – ۲۸ ژانویهٔ ۲۰۱۲) یک دانشمند علوم رایانه اهل ایالات متحده آمریکا بود.
وی جایزه تورینگ را در سال ۱۹۹۸ به دلیل مشارکت اساسی در تحقیقات پایگاه داده و پردازش تراکنش و رهبری فنی در پیاده‌سازی سیستم بدست آورد.

## سال‌های اولیه و زندگی شخصی
گری در سان فرانسیسکو متولد شد، او فرزند دوم آن اما سنبرایلو، معلم، و جیمز آبل گری، یک نظامی در ارتش ایالات متحده بود. خانواده به رم، ایتالیا نقل مکان کردند، جایی که گری بیشتر از سه سال اول زندگی خود را در آنجا گذراند. او زبان ایتالیایی را قبل از انگلیسی یادگرفت. سپس خانواده او به ویرجینیا نقل مکان کردند و حدود چهار سال را در آنجا گذراندند تا اینکه والدین گری از هم جدا شدند و پس از آن او با مادرش به سان فرانسیسکو بازگشت. پدرش که یک مخترع آماتور بود، طرحی را برای کارتریج روبانی برای ماشین‌های تحریر به ثبت رساند که برای او حق امتیاز قابل توجهی به ارمغان آورد.
پس از رد شدن برای دانشکده نیروی هوایی، او در سال ۱۹۶۱ به عنوان دانشجوی سال اول وارد دانشگاه کالیفرنیا، برکلی شد. او با داشتن مشکلات مالی برای پرداخت هزینه‌های کالج، با یادگیری مشارکتی برای جنرال داینامیکس کار کرد، جایی که توانست با ماشین حساب مونرو کار کند و آن را آموزش ببیند. او که از نمرات شیمی خود دلسرد شده بود، برکلی را به مدت شش ماه ترک کرد و پس از تجربه‌ای در صنعت که بعداً آن را «وحشتناک» توصیف کرد، بازگشت. گری مدرک B.S. در ریاضیات مهندسی (ریاضی و آمار) را در سال ۱۹۶۶ دریافت کرد.